# Jiřice (Řendějov)
Jiřice (německy Jirschitz) jsou malá vesnice, část obce Řendějov v okrese Kutná Hora. Nachází se asi dva kilometry východně od Řendějova. Prochází zde silnice II/336. Jiřice leží v katastrálním území Řendějov o výměře 8,38 km².

## Historie
První písemná zmínka o vesnici pochází z roku 1417.

## Fotogalerie

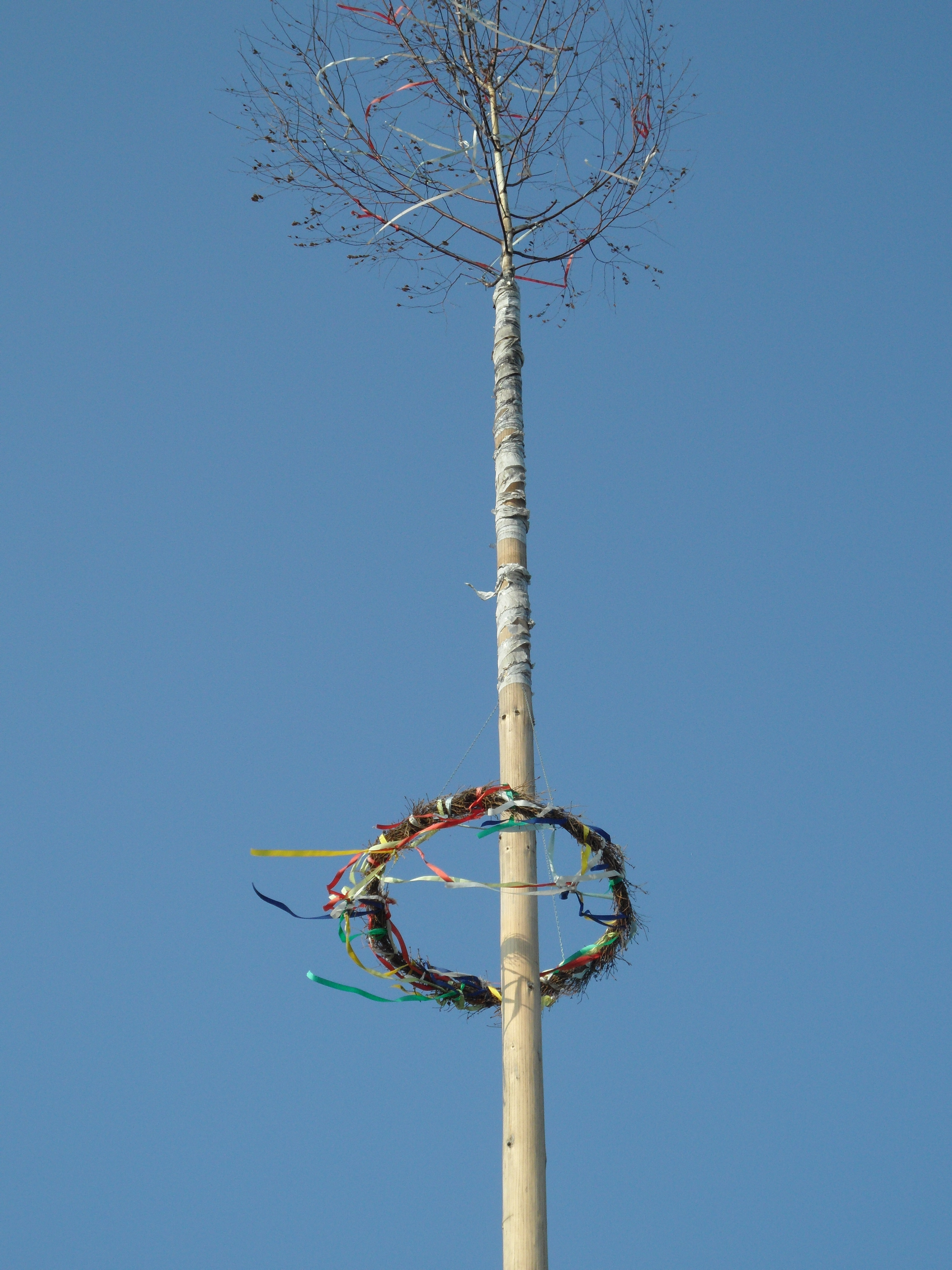
Májka
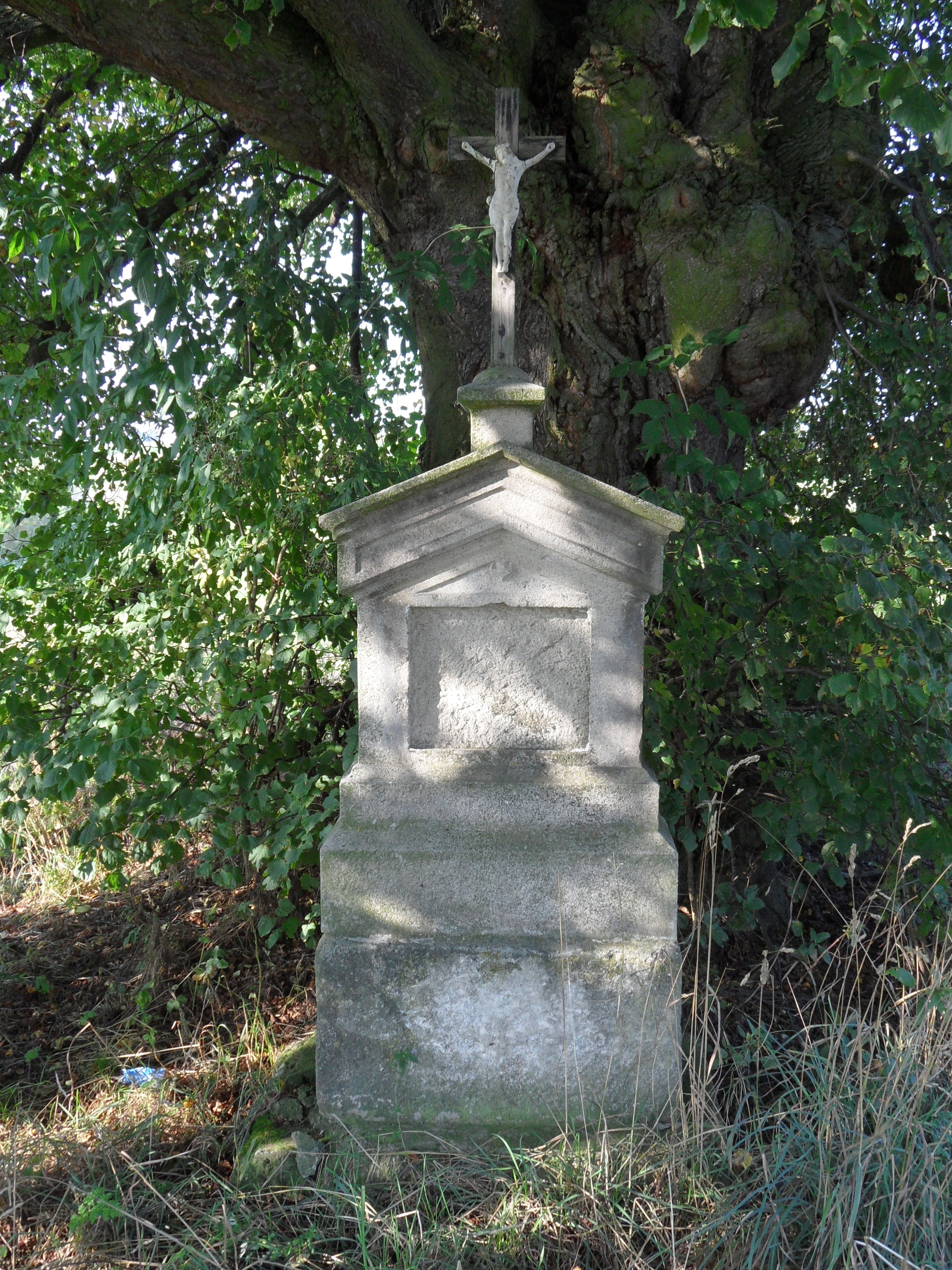
Křížek pod stromem
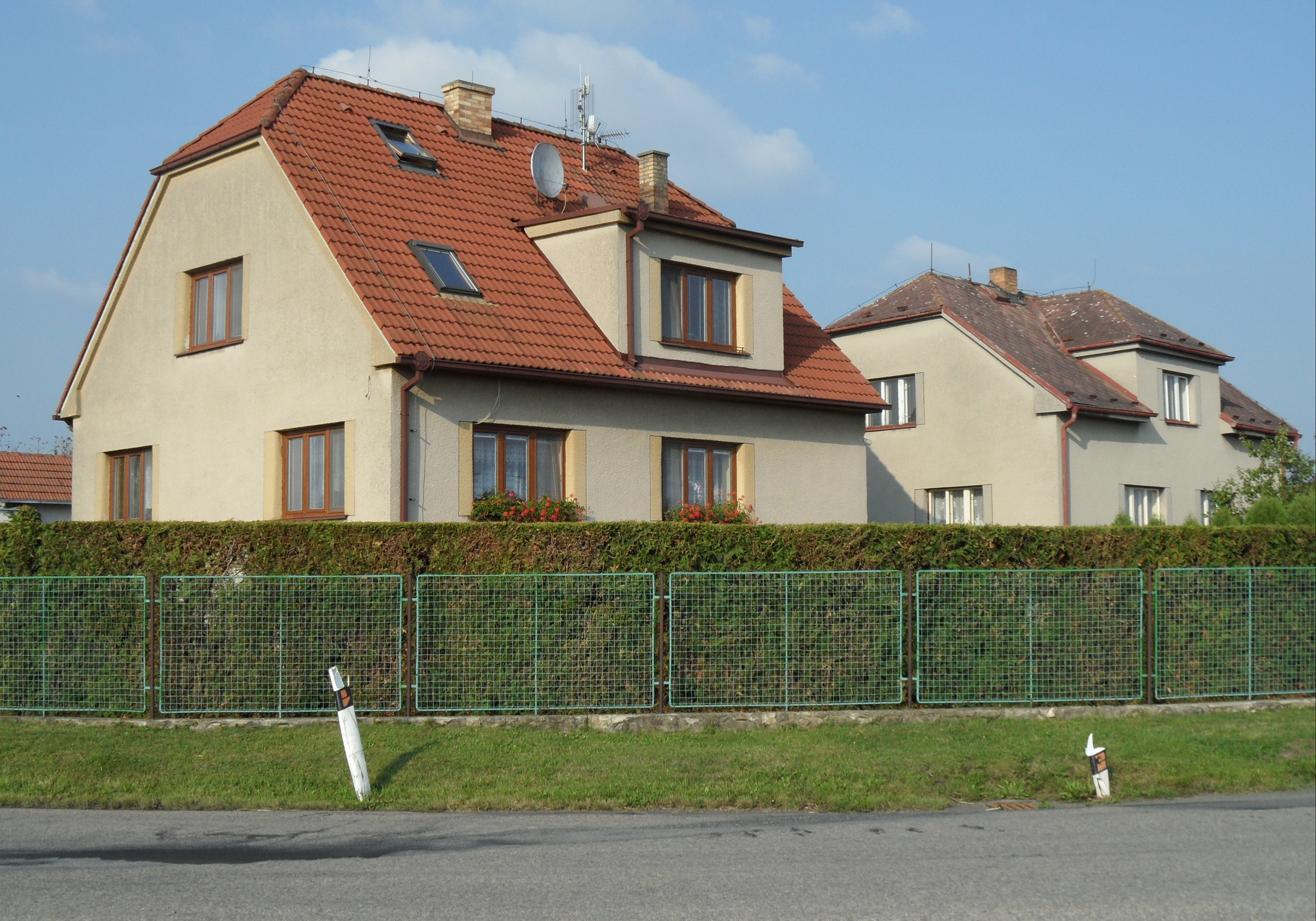
Domy u zatáčky
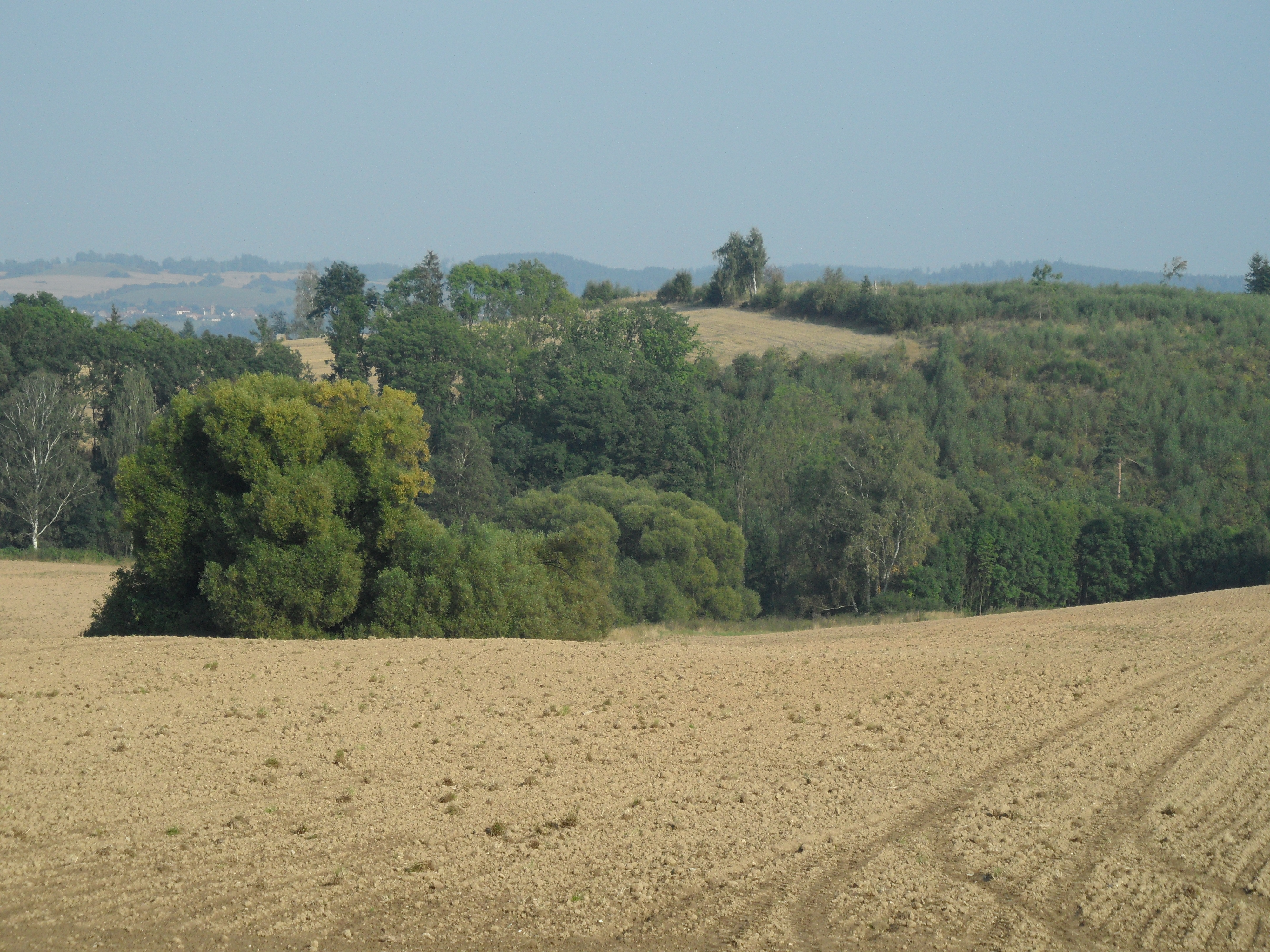
Výhled do Posázaví